# Os ossos do barão
Os ossos do barão ("Le ossa del barone") è una telenovela brasiliana prodotta da SBT e trasmessa dall'aprile all'agosto del 1997, sceneggiata da Walter George Durst, che ha adattato l'opera del drammaturgo Jorge Andrade, e diretta da Nilton Travesso, Antônio Abujamra e Luiz Armando Queiroz.

## Trama
Egisto Ghirotto, discendente di italiani, comincia come impiegato nella fazenda del barone di Jaraguá e finisce per fare fortuna durante la rivoluzione industriale, a San Paolo, al contrario di quanto accade alle famiglie tradizionali di San Paolo, che si impoveriscono in seguito al declino del commercio di caffè.
Egli si impossessa di tutto ciò che è appartenuto al barone, comprese le sue ossa, che ottiene comprando la sua urna funeraria. Sebbene egli disponga di tutto non è felice, dal momento che sogna di ottenere un titolo nobiliare. Ma ciò potrà realizzarsi se suo figlio Martino si sposerà con Isabel, nipote del barone. 
Tra i quattrocento, i più conservatori, come Antenor, il figlio del barone, vivono di ricordi e di apparenze, mentre i più giovani tentano di adattarsi alla nuova realtà.
La situazione finisce per generare conflitti, specialmente tra padri e figli.

## Attori e personaggi
- Leonardo Villar: Antenor
- Juca de Oliveira: Egisto
- Tarcísio Filho: Martino
- Ana Paula Arósio: Isabel
- Antônio Abujamra: Sebastião Caldas Penteado
- Jussara Freire: Bianca
- Cleyde Yáconis: Melica
- Othon Bastos: Miguel
- Rubens de Falco: Cândido
- Imara Reis: Guilhermina
- Ewerton de Castro: Luiz Eulálio
- Clarisse Abujamra: Verônica
- Petrônio Gontijo: Vicente
- Bia Seidl: Lavínia
- Thales Pan Chacon: Otávio
- Mayara Magri: Lourdes
- Dalton Vigh: Luigi
- Daniela Camargo: Mariana
- Rubens Caribé: Rogério
- Otávio Müller: Júlio
- Denise Del Vecchio: Rosa
- Laerte Morrone: Carlino
- Christiana Guinle: Vilma
- Barbara Fazio: Ismalia